# دانيال زد. فريدمان
دانيال زد. فريدمان (بالإنجليزية: Daniel Z. Freedman) هو فيزيائي نظري وأستاذ جامعي وفيزيائي أمريكي، ولد في 5 مارس 1939 في هارتفورد في الولايات المتحدة.